# 스에쓰구 모토야스
스에쓰구 모토야스(일본어: 末次元康, すえつぐ もとやす)는 모리 모토나리(毛利元就)의 8남으로 태어났다.
- 출생 : 에이로쿠 3년(1560년)
- 사망 : 게이초 6년 1월 13일(1601년 2월 15일)

- 통칭 : 소시치로(少輔七郎)
- 관명 : 효부노타이후(兵部大輔)、오쿠라타이후(大蔵大輔)
- 관위 : 종오위하(従五位下)

모토야스는 이즈모 스에쓰구 성주였기 때문에 스에쓰구 성(末次姓)을 칭했으며, 1585년(덴쇼 13년)에 동복형・스기모리 모토아키가 급사하는 바람에 같은 구니(国)의 갓산토다 성의 성주 대리를 맡았다. 1591년 깃카와 히로이에가 갓산토다 성주가 됨에 따라, 모토야스는 빈고 간나베 성주가 되었다. 도요토미 히데요시의 조선 출병(임진왜란)에도 참가했다.
1600년의 세키가하라 전투에서는 동군이냐 서군이냐로 혼란에 빠진 가문을 수습하는데 힘썼다. 그리고 오쓰 성 공략전에도 참가해, 그 용맹함을 유감없이 발휘했다고 한다. 세키가하라 전투 이후 나가토국에서 15000석을 받아, 자손들은 조슈번 일문의 가로 아사 모리 가문(厚狭毛利家)가 되었다.
히로시마시 나카구의 모토야스바시 다리는 모리씨 지배시대에 축조된 것으로, 다리의 이름은 그에게서 유래했다(그가 가교공사를 지휘했다는 설과, 그의 저택이 이어진 거리에 세워졌기 때문이라는 설이 있다).
| 전임 모리 모토아키 | 제2대 아사 모리 가문 당주 1585년 ~ 1601년 | 후임 모리 모토노부 |